# Plánice
Plánice är en stad i Tjeckien.   Den ligger i distriktet Okres Klatovy och regionen Plzeň, i den västra delen av landet, 100 km sydväst om huvudstaden Prag. Plánice ligger 559 meter över havet och antalet invånare är 1 649.
Terrängen runt Plánice är platt åt sydost, men åt nordväst är den kuperad. Runt Plánice är det ganska glesbefolkat, med 24 invånare per kvadratkilometer. Närmaste större samhälle är Klatovy, 12,7 km väster om Plánice. Omgivningarna runt Plánice är en mosaik av jordbruksmark och naturlig växtlighet.